# Hogna antiguiana
Hogna antiguiana este o specie de păianjeni din genul Hogna, familia Lycosidae, descrisă de Roewer, 1955. Conform Catalogue of Life specia Hogna antiguiana nu are subspecii cunoscute.